# 青山ブックセンター

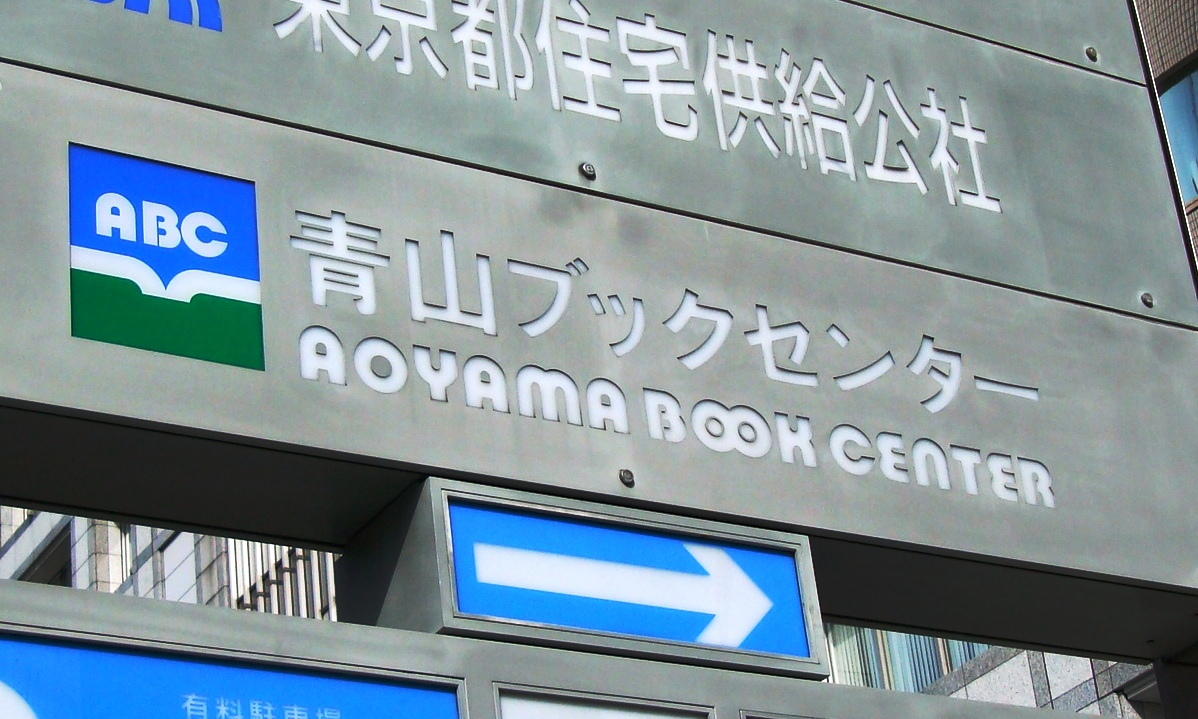
青山ブックセンターのロゴ

青山ブックセンター（あおやまブックセンター、略称ABC）は、ブックオフコーポレーション株式会社が東京都内に店舗展開する書店チェーンである。

## 店舗の特徴
東京・六本木で創業した書店で、写真・デザイン・建築関連書や洋書、主に新刊書の取り扱いが多いが、絵画一般・彫刻関連書や、初版から経年した書籍の在庫は少ない。

## 沿革

### 株式会社ボードのもと創業
看板広告などを手掛けていた広告代理店の株式会社ボードが、1980年に六本木へ１号店を開店し、1984年に広尾店、1992年に新宿店開店とともに株式会社青山ブックセンターが組織されている。
グループ会社により運営されていた書店チェーンで、東京都内に合計7店舗を構えグループ全体で年商約40億円以上の時期もあるが、消費低迷と競争激化に加えて店舗拡張費用が財務を圧迫し、2004年7月16日に主帳合取次会社の栗田出版販売が株式会社ボードほか運営会社計3社へ破産の債権者申立て、突如全店が営業中止になる。

### 日本洋書販売による再建
2004年7月30日に運営会社3社と日本洋書販売（洋販）が民事再生の申立てを行い、破産手続を中止して運営会社3社の株式80%を洋販へ譲渡する。洋販の支援を受けて同年9月29日に青山本店と六本木店が営業再開し、広尾店は9月11日に流水書房として再出発する。2005年9月に自由が丘への再出店と、福岡店を関東地方以外で初の新規出店、2006年11月にHMV渋谷店を出店するも、福岡店は2007年8月、HMV渋谷店は2007年9月に閉店している。
2004年から2008年まで洋販子会社の洋販ブックサービス株式会社が運営するも、2008年7月31日に親会社の「日本洋書販売」が破産法に基づく破産手続開始を申請し、同社債務の連帯保証を負う洋販ブックサービス株式会社も民事再生法に基づく再生手続開始を申請し、店舗営業は継続しながら再建を図ることになる。

### ブックオフコーポレーション傘下へ
新古書店チェーン「BOOK OFF」を運営するブックオフコーポレーションが再生スポンサー企業に名乗りを上げ、同社傘下で2度目の再建を図る。2008年11月中にブックオフコーポレーション100%出資子会社として「青山ブックセンター株式会社」を設立し、11月末を目途に青山ブックセンターと流水書房が2億5000万円で事業譲渡される。2012年4月1日にブックオフグループのブラスメディアコーポレーション株式会社（後の株式会社B&H）が青山ブックセンター株式会社を吸収合併し、青山ブックセンターおよび流水書房の事業を承継。さらに2016年1月18日に株式会社B&Hがブックオフコーポレーションに吸収合併され、現在は同社の直営となっている。

## 店舗

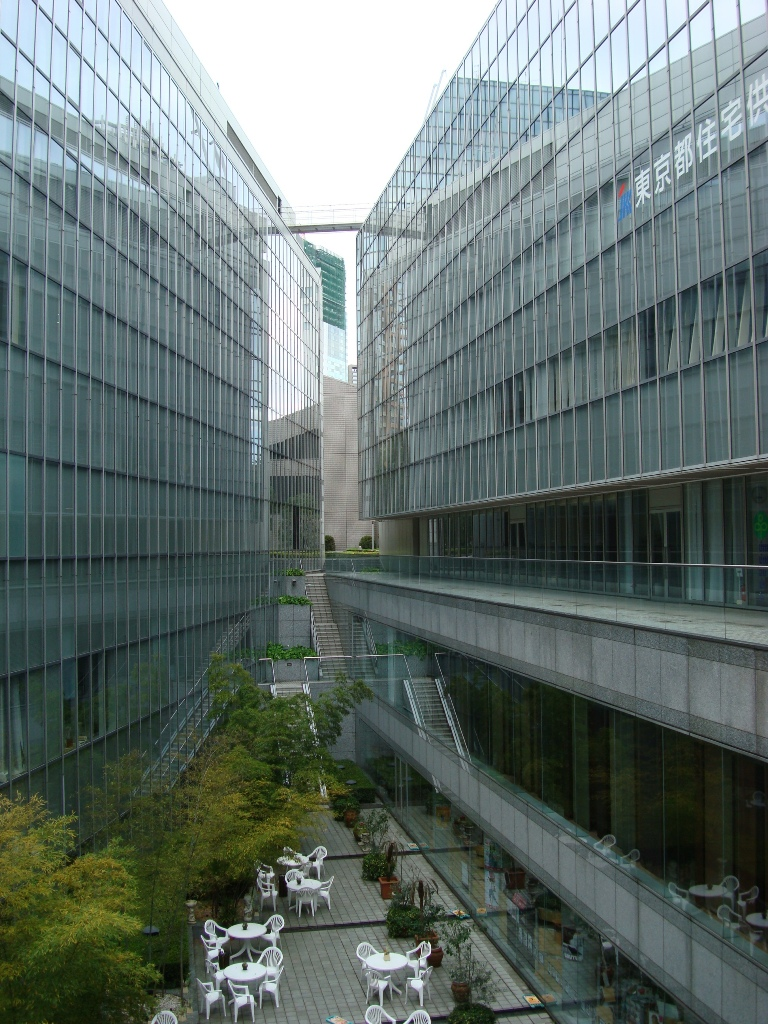
青山本店が入居する、コスモス青山ビル （渋谷区神宮前）

### 現在の店舗
- 青山本店（渋谷区神宮前）

### かつて存在した店舗

#### 同社内で看板付け替え
- 広尾店は、2004年9月11日に流水書房・広尾店となり洋販ブックサービスが経営するも2008年7月31日倒産し、2010年9月に閉店して同年10月2日より文教堂広尾店になる。

#### 他社へ譲渡
- 新宿店（新宿ルミネ1）は、ブックファースト・ルミネ新宿1店（現・ルミネ新宿店）になる。
- 新宿ルミネ2店は、ブックファースト・ルミネ新宿2店になるも2011年11月末で閉店している。
- 旧・自由が丘店は、ブックファースト・自由が丘店になる。
- 橋本店は、福家書店・橋本店になる。
- 成田空港店は、TSUTAYA成田空港第1ターミナル店となる。

#### 完全閉店
- 福岡店（2007年8月12日閉店）
- HMV渋谷店（2007年9月閉店）
- 自由が丘店（2005年9月9日旧店舗とは別の場所に再出店、2009年3月31日再び閉店）
- 丸ビル店（2013年11月24日閉店）
- 六本木ヒルズ店（2011年6月30日閉店）
- 六本木店（2006年6月8日新装再開店、2018年6月25日閉店[9]）